# Казарола-Кастелмантова (Пјаченца)
Казарола-Кастелмантова је насеље у Италији у округу Пјаченца, региону Емилија-Ромања.
Према процени из 2011. у насељу је живело 30 становника. Насеље се налази на надморској висини од 77 м.